# Neodexiopsis cera
Neodexiopsis cera är en tvåvingeart som beskrevs av John Otterbein Snyder 1958. Neodexiopsis cera ingår i släktet Neodexiopsis och familjen husflugor. Inga underarter finns listade i Catalogue of Life.